# Jablanicameer

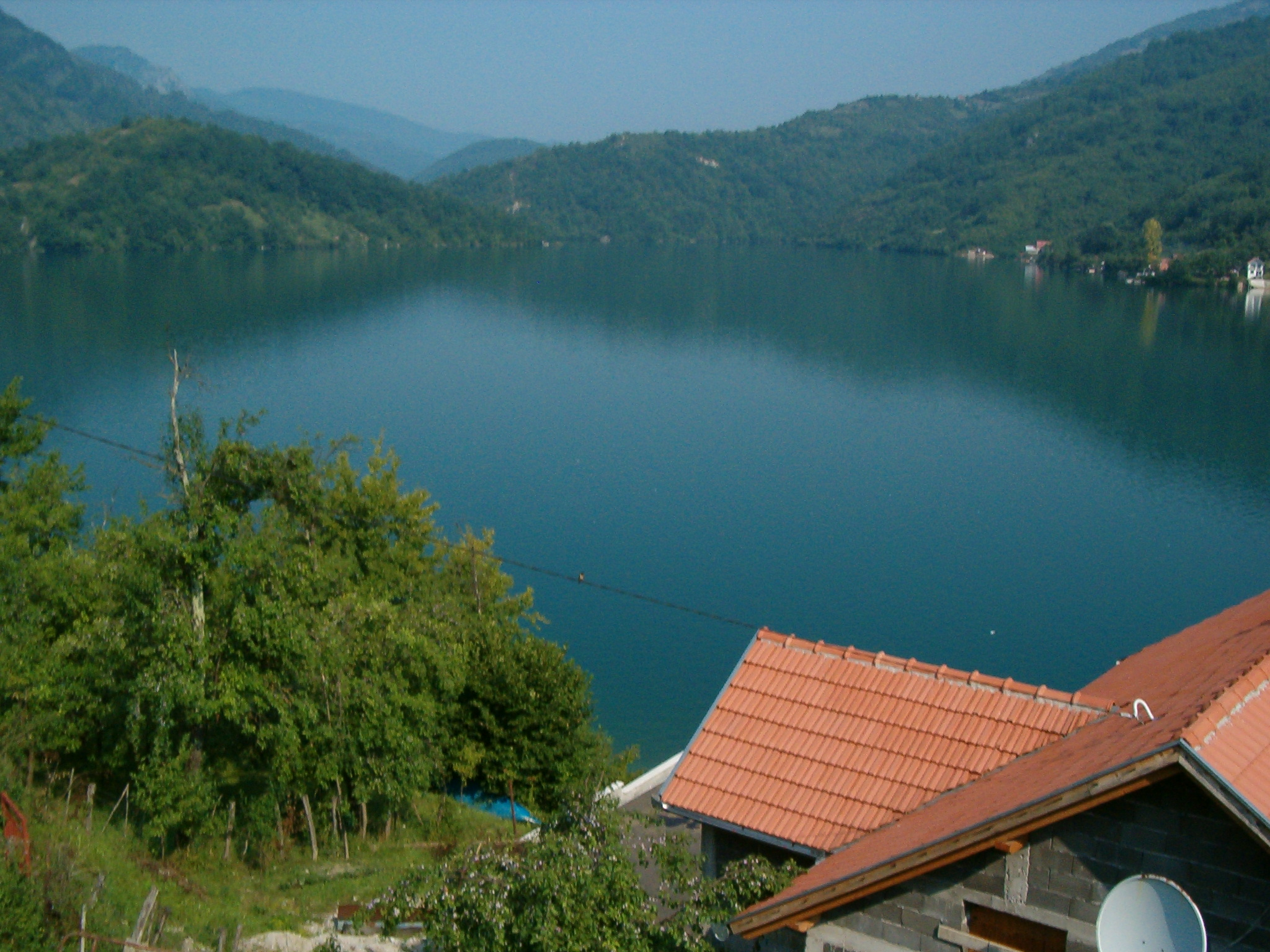
Jablanicameer bij Konjic

Het Jablanicameer (Bosnisch: Jablaničko jezero) is een stuwmeer in het noorden van het kanton Herzegovina-Neretva in Bosnië en Herzegovina. Het stuwmeer ligt op 270 meter hoogte, heeft een oppervlakte van 13,3 km² en is ca. 20 km lang en tot 70 m diep. Het meer ligt tussen Jablanica en Konjic.
Het stuwmeer ontstond in 1953 met de bouw van de waterkrachtcentrale van Jablanica, die in 1955 in bedrijf werd genomen en tegenwoordig een vermogen heeft van 165 MW. De stuwdam, die 80 m hoog is en 5 km ten noorden van Jablanica ligt, stuwt het water van de rivieren Neretva en Rama.